# Ostracyzm

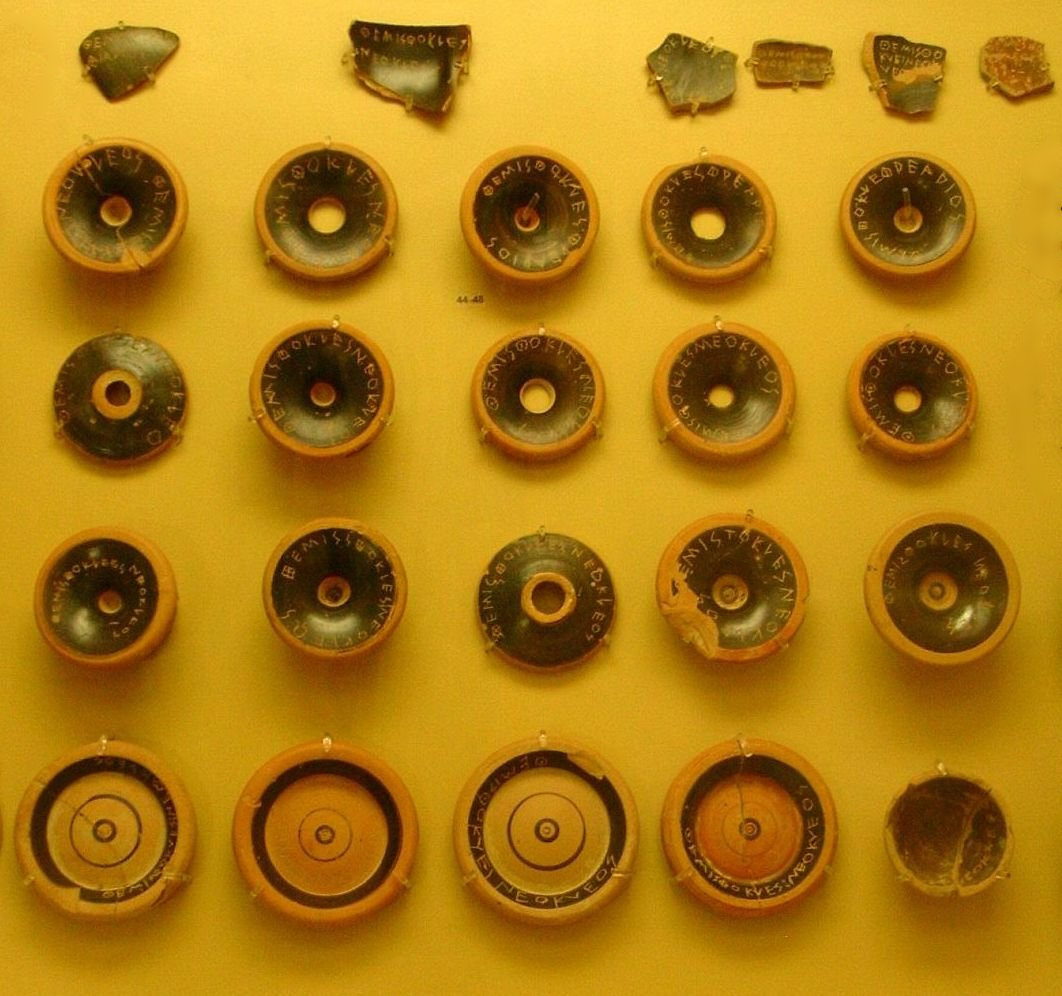
Ostraki z wydrapanym imieniem Temistoklesa, odnalezione na zboczu ateńskiego Akropolu, zbiory Muzeum Agory

Ostracyzm (od gr. ὄστρακον ostrakon – skorupa) – praktyka polityczna w starożytnej Grecji, rodzaj tajnego głosowania, podczas którego wolni obywatele typowali osoby podejrzane o dążenie do tyranii i zasługujące na wygnanie z miasta na 10 lat. Wygnana osoba nie traciła praw obywatelskich ani posiadanego majątku.

## Pochodzenie nazwy
Nazwa wywodzi się od ceramicznych naczyń lub  ceramicznych skorup (ostrakonów), na których głosujący wyskrobywali imiona tych, o których sądzili, że zagrażają demokracji. Ostracyzm bywa nazywany sądem skorupkowym. Określenie to budzi wątpliwość, gdyż w ramach procedury ostracyzmu nie było ani trybunału, ani stron postępowania.

## Historia wprowadzenia prawa
Jak podaje Arystoteles w „Ustroju politycznym Aten”, prawo ostracyzmu zostało stworzone przez Klejstenesa ok. 508 p.n.e. w Atenach. Było ono wymierzone w zwolenników wygnanego wcześniej Hippiasza, którzy mogli podjąć próby przywrócenia dyktatury, przez 20 lat jednak nie skorzystano z niej ani razu. Fakt ten skłonił część historyków do wniosku, że prawo ostracyzmu naprawdę powstało dopiero wkrótce po bitwie pod Maratonem (490 p.n.e.), a później, niezgodnie z prawdą, zostało przypisane Klejstenesowi. Za autorstwem Klejstenesa przemawia krótki czas wprowadzenia jego modelu ustrojowego, co mogło skutkować powstaniem początkowo nieużywanych rozwiązań chroniących w szczególności przed tyranią.

## Procedura głosowania
Głosowanie odbywało się na ateńskiej agorze raz do roku podczas szóstej prytanii. Wówczas eklezja rozpatrywała sprawę ostracyzmu: na wiosennym zgromadzeniu ludowym zapytywano, czy nie ma wśród obywateli nikogo podejrzanego o chęć przywłaszczenia sobie władzy i odbywało się głosowanie, czy ma odbyć się ostracyzm – bez podawania imion tych, których miałby dotyczyć. W razie twierdzącej odpowiedzi zwoływano 6 miesięcy później „ostrakoforię”, specjalne zgromadzenie na agorze, któremu przewodniczyło dziewięciu archontów. Wtedy każdy z obywateli pisał na glinianej skorupie imię jednego obywatela, o którym sądził, że zagraża państwu, a następnie zanosił ją do specjalnego miejsca na agorze, otoczonego ogrodzeniem. Tam archonci przeliczali głosy, odkładając skorupy z poszczególnymi imionami osobno. Głosowanie miało charakter tajny, a urzędnicy pilnowali, aby nikt nie wrzucił więcej niż jednej skorupy. Aby przeprowadzić ostracyzm, niezbędne było zebranie 6000 głosów obywateli biorących udział w zgromadzeniu. Jeżeli padło 6000 głosów, osoba, która otrzymała ich najwięcej (na zasadzie większości względnej), musiała w ciągu 10 dni opuścić miasto.

## Zastosowanie
Pierwszym poddanym tej procedurze był krewny Hippiasza, Hipparchos syn Charmosa w 487 p.n.e. Pomiędzy 487 a 418 p.n.e. byli to m.in.: Megakles Alkmeonida, syn Hipokratesa i bratanek Klejstenesa (w 486 p.n.e.); Ksantypos syn Arifrona, ojciec Peryklesa (w 484 p.n.e.); Arystydes (ok. 484 p.n.e.); Temistokles (w 471 p.n.e.); Kimon (w 461 p.n.e.); Tukidydes, dziadek wybitnego historyka o tym samym imieniu (ok. 443 p.n.e.). W sumie znane są imiona 15 osób wygnanych w wyniku ostracyzmu. Ostatnim był Hyperbolos, skazany w 417 p.n.e. w wyniku porozumienia pomiędzy Alkibiadesem i Nikiaszem, po klęsce wojsk dowodzonych przez Alkibiadesa w bitwie pod Mantineją w roku 418 p.n.e. Jako kandydatów do ostracyzmu wymieniano wielu innych Ateńczyków, ale nie padła na nich większość głosów, na co wskazuje lista, obejmująca 64 imiona (w tym np. Peryklesa), sporządzona na podstawie kilkunastu tysięcy skorup odkrytych podczas prac wykopaliskowych na terenie Agory ateńskiej i w innych miejscach (do dziś zachowało się ponad 1500 owych ostraków).
Skazany na wygnanie musiał opuścić miasto na 10 lat, nie tracił jednak praw obywatelskich ani majątkowych oraz mógł nadal czerpać zyski ze swoich posiadłości. Banita mógł być jednak wcześniej wezwany do powrotu – tak było w przypadku Arystydesa i Ksantyposa, którym zezwolono na natychmiastowy powrót podczas wojen perskich.
Ostracyzm miał chronić przed wprowadzeniem tyranii, ale w praktyce służył także do rozgrywek politycznych i pozbywania się osób niewygodnych. Od końca V wieku p.n.e. ostracyzm przestał funkcjonować, zastąpiony przez instytucję atimii.

## Występowanie
Ostracyzm najlepiej funkcjonował w Atenach, poza Atenami znany był jednak także w Megarze, Argos, Efezie, Milecie i w Syrakuzach, gdzie określany był mianem petalizmu i przetrwał tylko przez krótki czas.

## Ostracyzm współcześnie
Współcześnie ostracyzm oznacza bojkot towarzyski (nieprzyjęcie lub wykluczenie kogoś przez otoczenie), jest również najprostszą formą „wydania wyroku” na osobę, której winę trudno udowodnić.